# MOWAG Piranha
МОВАГ Пиранья (нем. MOWAG Piranha) — семейство многоцелевых колёсных бронемашин, разработанное швейцарской фирмой Mowag, которая с 2010 года принадлежит General Dynamics. Производится в модификациях 4 × 4, 6 × 6, 8 × 8 и 10 × 10 и имеет варианты: бронетранспортёр, боевая машина пехоты, боевая разведывательная машина, разведывательная машина РХБЗ, командно-штабная машина, бронированная ремонтно-эвакуационная машина и БММ.
Бронемашины MOWAG Piranha стоят на вооружении армий более 20 государств и производятся по лицензии рядом зарубежных компаний. Общее количество выпущенных и включенных в список заказов машин Piranha составляет более 10 700 штук.

## Разработка
Piranha была разработана конструкторским бюро MOWAG в начале 1970-х годов как универсальное шасси для различных боевых и специальных машин с колёсной формулой 4 × 4, 6 × 6 и 8 × 8, с пулестойкими колёсами, обеспечивающими возможность безаварийной езды на спущенных/пробитых пулями и другим повреждающим воздействием шинах. Все представители семейства машин Piranha являются плавающими, для чего оснащены двумя гребными винтами в кормовой части корпуса. Швейцарская армия нуждалась прежде всего в истребителе танков и самоходном ПТРК на замену подлежавшим списанию внедорожникам со 106-мм безоткатными орудиями M40 — в таковых вариантах ей требовалось 400 машин типа Piranha. Презентация машин для КМП США состоялась в конце 1980 года. На вооружение КМП США машины поступили в 1983 году, на два года раньше, чем на вооружение швейцарской армии, так как швейцарское правительство выделило 500 млн франков на закупку машин только в бюджете на 1985—1986 год.

## Производство
Сборка машин осуществлялась на заводе MOWAG Motorenfabrik AG в Кройцлингене, Швейцария. Башни для машин изготавливались норвежским консорциумом Thune-Eureka. Башни и пушки для американских модификаций LAV изготавливались корпорацией AAI в Мэриленде. Лицензионное производство машин с колёсной формулой 4 × 4, 6 × 6 для чилийской армии осуществлялось на заводе Industrias Cardoen SA в Сантьяго, Чили. Отличием чилийской модификации является увеличенная ёмкость топливного бака (400 против 250 литров оригинальной швейцарской модели), а отсюда — вдвое больший запас хода (1200 против 600 км). Кроме того, узел крепления башни является универсальным и по выбору заказчика там могут устанавливаться различные башни с пушками иностранных производителей: швейцарские Oerlikon-Bührle GAD-AOA с 20-мм пушкой, израильские TCM-20 со спаренной 20-мм зенитной пушкой, французские Hispano-Suiza c 90-мм гаубицей-пушкой, бразильские ENGESA ET-90 c 90-мм гаубицей-пушкой и чилийские башни Cardoen собственного изготовления под бельгийскую 90-мм пушку Cockerill Mk III. Также, по заказу чилийской армии, на базе варианта 6 × 6 была создана полугусеничная модель машины повышенной проходимости для действий в горной и пересечённой местности. Для американских лицензионных модификаций корпорацией AAI были разработаны различные варианты башен под различное вооружение, в частности, под 90-мм пушку ARES, и Universal Turret под 75-мм пушку ARES, — в обоих вариантах с 7,62-мм пристрелочным пулемётом.

## Варианты

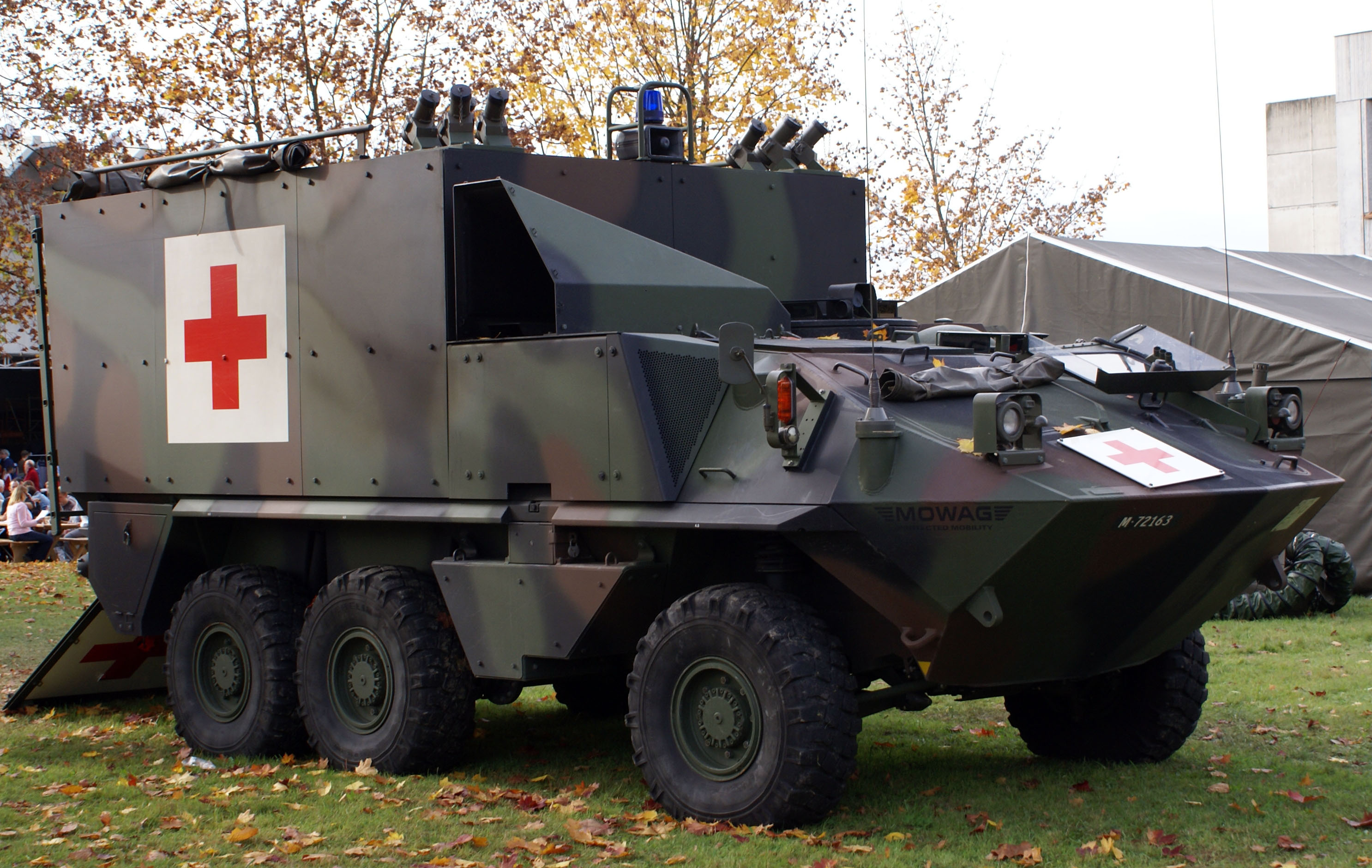
БММ MOWAG Piranha

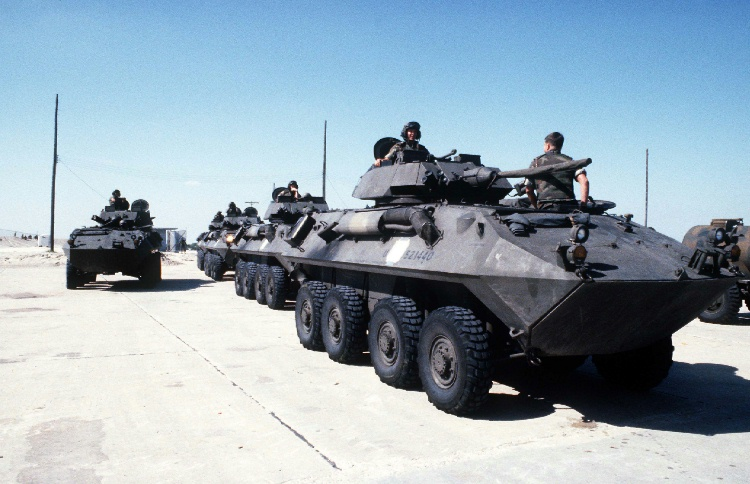
LAV-25 Корпуса морской пехоты США

- Piranha I
  - AVGP
  - LAV-25
    - ASLAV
- Piranha II
  - Bison
  - Coyote
  - Desert Piranha
  - LAV II
- Piranha III
  - Piranha IIIC
  - Piranha IIIH
    - LAV III
      - Stryker
      - NZLAV
- Piranha IV
- Piranha V

## Состоял или состоит на вооружении
- Вооружённые силы Австралии — 285 ASLAV-25 всех модификаций, по состоянию на 2016 год[6]
- Вооружённые силы Бельгии — 81 Piranha IIIC, 16 Piranha IIIC DF30, 18 Piranha IIIC DF90 и 14 Piranha IIIPC, по состоянию на 2024 год[7]
- Ботсвана — 50 единиц Piranha III, по состоянию на 2016 год[8]
- Морская пехота Бразилии — 30 Piranha IIIC, по состоянию на 2016 год[9]
- Вооружённые силы Дании — 81 Piranha III всех модификаций, 309 Piranha V по состоянию на 2024 год[10]
- Вооружённые силы Ганы (4×4, 6×6, 8×8)[3] — 50 Piranha, по состоянию на 2016 год[11]
- Вооружённые силы Ирландии — 56 Piranha III, 18 Piranha IIIH и 6 Piranha IIIH 30 mm по состоянию на 2024 год[12]
- Морская пехота Испании — 32 Piranha IIIC, водоплавающая 1 Piranha IIIC и 1 Piranha IIIC EW, по состоянию на 2024 год[13]
- Вооружённые силы Канады (6×6)[3] — 635 LAV-III Kodiak, 194 LAV-25 Coyote, 199 LAV Bison и 4 LAV Bison NBC, по состоянию на 2016 год[14]
- Либерия (4×4) — определённое количество закуплено в 1980-е гг.[3]
- Вооружённые силы Новой Зеландии — 37 NZLAV, 95 NZLAV-25, 23 NZLAV, и 3 LAV-R по состоянию на 2016 год[15]
- Нигерия (6×6)[3] — 110 AVGP и более 17 AVGP Husky, по состоянию на 2016 год[16]
- Вооружённые силы Омана — 177 единиц Piranha всех модификаций, по состоянию на 2016 год[17]
- Вооружённые силы Катара — 36 Piranha II 90mm и 2 Piranha, по состоянию на 2016 год[18]
- Китайская Республика — в 1984 г. велись переговоры о закупке 50 Piranha (6×6)[3]
- Вооружённые силы Румынии — 99 Piranha V, 31 Piranha IIIC и 6 Piranha IIIC с миномётами Cardom на вооружении по состоянию на 2024 год[19]
- Вооружённые силы Саудовской Аравии — 214 LAV-AG, 647 LAV-25, 119 LAV-A, 30 LAV-AC, 296 LAV-CC и 73 LAV-PC, по состоянию на 2016 год[20]
- Национальная гвардия Саудовской Аравии — 647 LAV-25, по состоянию на 2016 год[20]
- Корпус морской пехоты США (8×8)[3] 252 LAV-25, 95 LAV-TOW и 45 LAV-R, по состоянию на 2016 год[21]
- Сьерра-Леоне (6×6) — определённое количество закуплено в 1980-е гг.[3]
- Вооружённые силы Украины — 25 Piranha III, по состоянию на 2022 год[22]
- Вооружённые силы Уругвая — 147 Piranha, по состоянию на 2016 год[23]
- Вооружённые силы Чили — 179 Cardoen Piranha (лицензионное производство чилийской компании Cardoen) и 16 Piranha/TCM-20, по состоянию на 2016 год[24]
- Вооружённые силы Швейцарии (6×6)[3] — 804 Piranha I/II/IIIC различных модификаций и 12 Piranha IIIC CBRN на вооружении по состоянию на 2024 год[25].
- Вооружённые силы Молдовы – 3 бронетранспортёра Piranha-3H были переданы Германией 12 января 2023 года. Всего планируется передать 19 бронемашин данного типа.

## ТТХ
- Вес 9500 кг
- Длина от 6,25 до 7,45 м
- Ширина От 2,5 до 2,66 м
- Высота От 1,8 до 1,98 м
- Скорость до 100 км / ч